# Tony Hawk
Anthony Frank Hawk, meglio conosciuto come Tony Hawk (San Diego, 12 maggio 1968), è un imprenditore, attore ed ex skater statunitense.

## Biografia
Considerato uno degli skater su rampa più famosi e influenti di tutti i tempi, Tony Hawk è accreditato per l'invenzione di molti trick usati ancora oggi, tra i quali si ricorda il caveman. Durante i Summer X Games del 1999, svoltisi a San Francisco (California), divenne il primo skater della storia a riuscire a completare un loop di due rotazioni e mezzo durante una gara ufficiale.
Nel 1992 fondò la società Birdhouse insieme al collega Per Welinder; possiede inoltre una casa cinematografica, la 900 Film, con la quale ha realizzato la trilogia di Tony Hawk's Tricks Tips, in cui illustra alcune tecniche per imparare vari trucchi dello skateboard.
Tony Hawk è conosciuto anche per la serie di videogiochi che da lui prende il nome, pubblicata da Activision a partire dal 1998.

## Filmografia

### Cinema
| Anno | Titolo                | Regista             |
| ---- | --------------------- | ------------------- |
| 1985 | Thrashin'             | David Winters       |
| 1987 | Police Academy 4      | Jim Drake           |
| 1989 | Gleaming the Cube     | Graeme Clifford     |
| 2001 | Max Keeble's Big Move | Tim Hill            |
| 2002 | The New Guy           | Ed Decter           |
| 2002 | Jackass: The Movie    | Jeff Tremaine       |
| 2002 | xXx                   | Rob Cohen           |
| 2003 | Haggard: The Movie    | Bam Margera         |
| 2005 | Lords of Dogtown      | Catherine Hardwicke |
| 2006 | Jackass Number Two    | Jeff Tremaine       |
| 2010 | Jackass 3D            | Jeff Tremaine       |
| 2012 | Parental Guidance     | Andy Fickman        |
| 2016 | Slam                  | Andrea Molaioli     |

### Televisione
| Anno | Titolo            | Regista          |
| ---- | ----------------- | ---------------- |
| 1998 | Arli$$            | Robert Wuhl      |
| 2001 | Max Steel         | Greg Weisman     |
| 2005 | CSI: Miami        | Anthony Zuiker   |
| 2012 | Last Man Standing | Jack Burditt     |
| 2012 | Breaking In       | Seth Gordon      |
| 2018 | Ballers           | Stephen Levinson |

## Videogiochi
| Anno | Titolo                         | Piattaforma/e                                                                |
| ---- | ------------------------------ | ---------------------------------------------------------------------------- |
| 1998 | Tony Hawk's Pro Skater         | PlayStation, Nintendo 64, Dreamcast, GameBoy Color                           |
| 2000 | Tony Hawk's Pro Skater 2       | PlayStation, Xbox, Nintendo 64, Dreamcast, PC, GameBoy Color                 |
| 2001 | Tony Hawk's Pro Skater 3       | PlayStation, PlayStation 2, Xbox, PC, Nintendo 64, GameCube, GameBoy Advance |
| 2001 | Tony Hawk's Pro Skater 2x      | Xbox                                                                         |
| 2002 | Tony Hawk's Pro Skater 4       | PlayStation, Playstation 2, Xbox, PC, GameCube, GameBoy Advance              |
| 2003 | Tony Hawk's Underground        | PlayStation 2, Xbox, GameCube, GameBoy Advance                               |
| 2004 | Tony Hawk's Underground 2      | PlayStation 2, Xbox, PC, GameCube, GameBoy Advance                           |
| 2005 | Tony Hawk's American Wasteland | Playstation 2, Xbox, Xbox 360, PC, GameCube                                  |
| 2005 | Tony Hawk's American Sk8land   | GameBoy Advance, Nintendo DS                                                 |
| 2006 | Tony Hawk's Project 8          | PlayStation 2, PlayStation 3, Xbox, Xbox 360, PlayStation Portable           |
| 2006 | Tony Hawk's Downhill Jam       | Playstation 2, Wii, Nintendo DS                                              |
| 2007 | Tony Hawk's Proving Ground     | PlayStation 2, PlayStation 3, Xbox 360, Wii, Nintendo DS                     |
| 2008 | Tony Hawk's Motion             | Nintendo DS                                                                  |
| 2009 | Tony Hawk's Ride               | PlayStation 3, Xbox 360, Wii                                                 |
| 2009 | Tony Hawk's Vert               | Android, iOS                                                                 |
| 2010 | Tony Hawk's Shred              | PlayStation 3, Xbox 360, Wii                                                 |
| 2012 | Tony Hawk's Pro Skater HD      | PlayStation 3, Xbox 360, PC                                                  |
| 2014 | Tony Hawk's Shred Session      | Android, iOS                                                                 |
| 2015 | Tony Hawk's Pro Skater 5       | PlayStation 4, Xbox One                                                      |
| 2018 | Tony Hawk's Skate Jam          | Android, iOS                                                                 |
| 2020 | Tony Hawk's Pro Skater 1+2     | PlayStation 4, Xbox One, PC                                                  |